# ノイシュタット (ヘッセン)
ノイシュタット (ヘッセン) (ドイツ語: Neustadt (Hessen), ドイツ語発音: [ˈnɔ͜yʃtat]) は、ドイツ連邦共和国ヘッセン州マールブルク＝ビーデンコプフ郡に属す小都市である。

## 地理

### 位置
ノイシュタット (ヘッセン) はマールブルク＝ビーデンコプフ郡の東端、ミッテルヘッセン山地に属すオーバーヘッシシェ・シュヴェレに位置している。本市はシュヴァルム川支流のヴィーラ川に面しており、したがってマールブルク＝ビーデンコプフ郡で唯一のヴェーザー川水系に属す街である。本郡の他の市町村はいずれもラーン川およびその支流であるオーム川の流域に含まれ、ライン川水系に属している。
ノイシュタット市内を連邦道 B454号線およびマイン＝ヴェーザー鉄道が通っている。ノイシュタット駅はライン＝マイン交通連盟に属す駅である。ノイシュタットと西に隣接するシュタットアレンドルフとの間にライン＝ヴェーザー分水界があり、連邦道沿いに標石があり、鉄道沿いには監視所がある。

### 隣接する市町村
ノイシュタットは、北はギルザーベルク、東はシュヴァルムシュタットおよびヴィリングスハウゼン（以上3市町村はシュヴァルム＝エーダー郡）、南東はアントリフトタール、南はキルトルフ（ともにフォーゲルスベルク郡）、西はシュタットアレンドルフ（マールブルク＝ビーデンコプフ郡）と境を接する。

### 市の構成
本市には、中核市区であるノイシュタットの他に、メングスベルク、モンベルク、シュペックスヴィンケルの市区が属している。

## 歴史

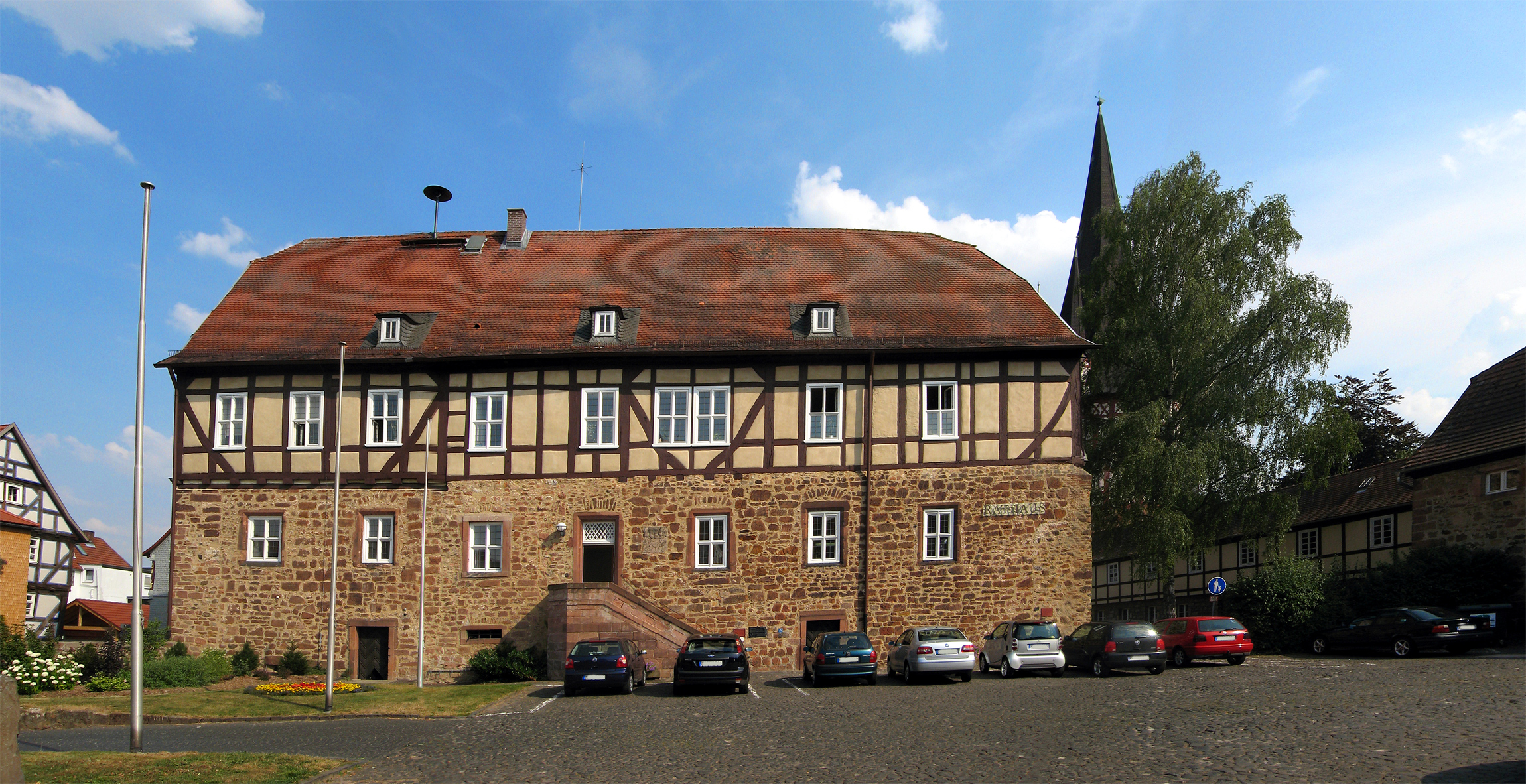
デルンベルク城の遺構。現在は公民館として利用されている。

ノイシュタットは、おそらく、1250年頃にツィーゲンハイン家出身のニッダ伯によって建設された。1270年から1271年にニッダ伯ルートヴィヒ2世が城を築いたが、早くも1273年にはヘッセン方伯ハインリヒ1世によって破壊された。ルートヴィヒ伯の息子で後継者のエンゲルベルト1世は、ノイシュタットの城、都市、アムト（行政管区）をマインツ大司教に売却した。ノイシュタットはこれによりヘッセン方伯領およびツィーゲンハイン伯領の中に位置するマインツ大司教領の飛び地となった。
マインツの教団フェーデの間、1464年にノイシュタットはオーバーヘッセン方伯ハインリヒ3世に質入れされたが、街は初め方伯の入城を拒み、包囲戦の末に開城した。方伯の家臣であるハンス・フォン・デルンベルクの尽力により成立したツァイルスハイムの和約により、ノイシュタットはオーバーヘッセン方伯領となった。方伯はこの街を1477年にハンス・フォン・デルンベルクに質入れした。ハンス・フォン・デルンベルクは、古い城の基礎の上にデルンベルク城を建設した。オーバーヘッセン方伯ヴィルヘルム2世が狩の際に致命的な事故にあった後、オーバーヘッセンとニーダーヘッセンは統合された。ニーダーヘッセン方伯ヴィルヘルム2世に憎まれたデルンベルクは1505年にフリートベルクに流され、翌1506年にその地で76歳で亡くなった。甥が遺領を相続した。デルンベルク家によるノイシュタットの統治は、マインツ大司教が借金を完済したことで、1549年に終結した。
1802年から1803年に、帝国代表者会議主要決議に伴って、この街はヘッセン＝カッセル方伯領となり、マインツ大司教の飛び地であった他の街、フリッツラー、アメーネベルク、ナウムブルクとともに、フリッツラー侯領として名目上統合された。1803年から1813年までこの街は、ヘッセン＝カッセル方伯領全域とともにナポレオンの属国であるヴェストファーレン王国領となり、ノイシュタット小郡の首邑となった。1866年までノイシュタットはヘッセン＝カッセル方伯領に復したが、その後はプロイセン領となった。
ノイシュタット近郊には、13世紀に建造されたトルーゲルローデ城趾とネレンブルク城趾が遺されている。

## 行政

### 議会
ノイシュタット (ヘッセン) の市議会は 25議席からなる。

### 首長
ノイシュタット市長は、2007年からトーマス・グロル (CDU) が務めている。

### 姉妹都市
ノイシュタットは、6カ国、36自治体からなる国際的な作業共同体「ノイシュタット・イン・ヨーロッパ (Neustadt in Europa)」に加盟している。

## 文化と見所

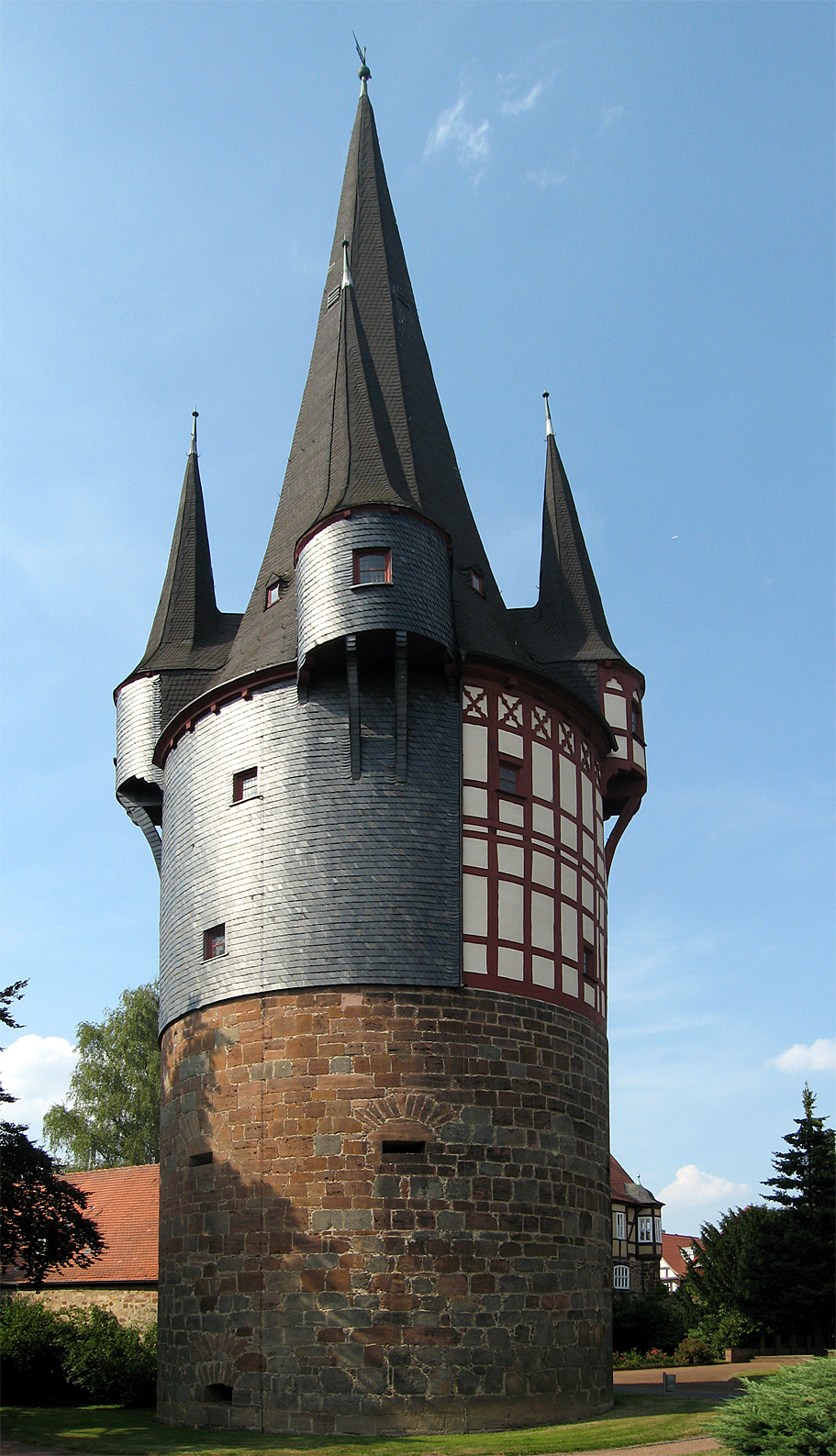
ユンカー・ハンゼン塔

### 建造物
この街には、世界最大の木組み建築であるユンカー・ハンゼン塔がある。この塔は、1270年建造の古い城の跡に1480年に城塞建築家ハンス・ヤーコプ・フォン・エトリンゲンによって建設された城の遺構である。塔はベルクフリート（天守閣にあたる主塔）として計画されたが、住居塔に変更された。名前は、ヘッセン方伯からレーエンとしてこの城を与えられていたヘッセンの家臣ハンス・フォン・デルンベルクにちなんでつけられた。これに隣接してハンス・フォン・デルンベルクのために建てられたデルンベルク城がある。

## 経済と社会資本

### 公共機関
ノイシュタットにはヘッセン州立文書館のヘッセン戸籍資料館がある。

## 引用
1. ↑  Hessisches Statistisches Landesamt: Bevölkerung in Hessen am 31.12.2023 (Landkreise, kreisfreie Städte und Gemeinden, Einwohnerzahlen auf Grundlage des Zensus 2011)]
2. ↑  Max Mangold, ed (2005). Duden, Aussprachewörterbuch (6 ed.). Dudenverl. p. 580. ISBN 978-3-411-04066-7
3. ↑  2011年3月27日の市議会議員選挙結果、ヘッセン州統計局（2012年7月7日 閲覧）